# 高尔夫 (游戏)
《高尔夫》是1984年在红白机首发的体育类电子游戏。
第一玩家穿着白衬衫、白鞋子、蓝裤子，使用白色球，第二玩家穿着红衬衫、红鞋子、黑裤子，击打红色球。
美版封面上的大髭须男子类似马力欧。

## 玩法
玩家必须先选择单人比杆赛、双人比杆赛或比洞赛。之后要奖球射入18个洞的第一洞。
这是高尔夫游戏中首个有挥杆力量/准确度槽的游戏。力量槽在此后大多高尔夫游戏中沿用。

## 开发与发行
游戏1984年发行街机版本，1985年发行NEC PC-8801移植版，1986年发行FC磁碟机版；三个版本皆只有日版。游戏还收录于《動物森友會》及Game Boy Advance外设任天堂e-Reader系列。游戏之后在Wii U Virtual Console再版。此外，在任天堂的主机任天堂Switch中，《高尔夫》曾作为一个隐藏彩蛋被放在机器系统之中，2024年7月4日登陸任天堂Switch Online線上服務。
Game Boy版和原版不同。除了背景音乐外，玩家还有日本和美国两个国家选择。玩家角色采用低头身风格。所有球场和FC版都不同。这一版本之后在任天堂3DS Virtual Console平台再版。
《Wii Sports》收录了《高尔夫》9洞版，并采用三维画面呈现。
街机版由近藤浩治配乐，这是他加入任天堂后首个配乐的软件。
游戏的程序由岩田聪一人负责；在他於2015年7月11日故去后，任天堂将《高尔夫》作为纪念他的彩蛋，放在了岩田聪提案的最后一部主机任天堂Switch中，但從系統軟體4.1版起已移除這個彩蛋。

## 评价
《高尔夫》获得褒贬不一到积极的评价，被视为最知名的红白机游戏之一。The Video Game Critic为原版打出B-，Allgame为Game Boy版打出4/5星。游戏在日本售出246万。

## 外部連結
- 红白机40周年纪念活动网站上的《高尔夫 （页面存档备份，存于）》（日語）